# Volksmedizin
Der nicht exakt definierte Begriff Volksmedizin (auch Volksheilkunde), zum Teil auch Laienmedizin genannt, umfasst das in der nichtärztlichen Bevölkerung überlieferte Wissen über Krankheiten, Heilmethoden und Heilmittel. Die Weltgesundheitsorganisation (WHO) bezeichnet die in ethnischen Kulturen überlieferte und gepflegte Volksmedizin als traditionelle Medizin. Die Ethnomedizin untersucht weltweit unter anderem die Ethnobotanik und Ethnopharmazie der einzelnen Völker.

## Entstehung
Die Entstehung der Volksmedizin reicht zurück bis in die Urgeschichte der Menschheit. Zum frühen Sammeln von Erfahrungen durch reines Ausprobieren – beispielsweise von Heilpflanzen oder von Heilmitteln tierischen oder mineralischen Ursprungs – kamen auch Beobachtungen von Tieren hinzu, die bei Krankheit instinktiv bestimmte Pflanzen fressen.
Schon früh dürften Schlussfolgerungen und theoretische Erwägungen entstanden sein, etwa die bevorzugte Anwendung von Pflanzen mit leberförmigen Blättern bei Leberleiden oder von gelbblühenden Pflanzen bei Gelbsucht gemäß der Signaturenlehre. Solche Überlegungen werden von ihren Kritikern als Aberglaube eingeordnet. Leitend ist dabei die Vermutung, dass ähnliche Stoffwechselfunktionen bei Mensch und Pflanze zu Gestaltähnlichkeiten führen; die Gabe einer solchen Pflanze könne beim kranken Menschen zu einer Harmonisierung eben jener Stoffwechselfunktionen führen. Solche Überlegungen führen zur Gewinnung von Hypothesen, die durch die heilkundliche Praxis bestätigt oder widerlegt werden müssen (siehe auch Pflanzenheilkunde). In der Medizin des Altertums finden sich erste schriftliche Quellen auch zur früheren Volksmedizin.

## Methoden und Mittel der Volksmedizin
Zu den Heilmethoden gehören seit der Steinzeit auch chirurgische Eingriffe („Volkschirurgie“), wie archäologische Funde belegen. Beispielsweise finden sich Zeugnisse von Trepanationen und anderen chirurgischen Eingriffen auch im altägyptischen medizinischen Wundenbuch (das Papyrus Edwin Smith, siehe auch Medizin im Alten Ägypten). Weiterhin gehören hierzu Schwitzkuren, verschiedene Arten des Heilfastens oder die Schienung von Knochenbrüchen. Vor allem in der Volksmedizin finden sich auch Anwendungsformen der Organotherapie (vgl. hierzu auch Kyraniden). Die Volksmedizin hat auch philosophische und religiöse Komponenten, die vielfach bis heute die Fastenzeit prägen. Weitere Praktiken der Volksmedizin sind Zahlenmagie und die Verwendung von Amuletten.

## Europäischer Kulturraum
Das medizinische Volkswissen im europäischen Kulturraum (etwa in einer als von etwa 2000 v. Chr. bis 400 n. Chr. nachweisbaren Heilkunde im germanisch-keltischen Altertum vor und neben der Klostermedizin bestehenden „germanischen Heilkunde“) wurde über Generationen hinweg weiterentwickelt. Quellen der altgermanischen Heilkunde und der ihr ähnlichen Medizin der Kelten (bzw. Gallokelten), bei denen die Mistel als Panazee galt, sind prähistorische Funde und Ausgrabungen, Berichte römischer Feldherren und Schriftsteller wie Julius Cäsar und Tacitus, die Volksrechte, alte norwegisch-isländische Eddalieder und die isländischen Sagas. Eine bedeutende Quelle zur antiken Volksheilkunde stellen die Bücher 20–32 der Naturalis historia („Naturgeschichte“) von Plinius, der die damalige Schulmedizin kritisch betrachtete, dar. Das medizinische Volkswissen ist heute eng mit der Naturheilkunde verwandt. Die Trennung von der Schulmedizin begann spätestens ab dem 19. Jahrhundert mit der zunehmenden medizinischen Forschung an Hochschulen und der Entwicklung chemischer Arzneimittel. Moderne Präparate basieren sehr oft auf Wirkstoffen, die auch in der Volksmedizin verwendet wurden. Nur sind dabei die jeweiligen Wirkstoffe isoliert, chemisch analysiert und werden teils synthetisch hergestellt.
Volksmedizin und Schulmedizin
Im Mittelalter hatten Kräutersammler (Wurzler) und der Bader eine wichtige heilkundliche Funktion, besonders wenn die Inanspruchnahme eines Arztes zu teuer war. Die Berufsgruppe der Bader galt bis etwa 1400 als unehrenhaft und erhielt erst 1548 Zunftrechte. Gemeinsam mit den Barbieren waren sie so genannte Handwerksärzte – im Gegensatz zu Ärzten mit akademischen Ausbildung – und ihre Ausbildung genau geregelt. Mit dem Aufkommen des Medizinstudiums gab es heftige Auseinandersetzungen zwischen Medizinern „alter und neuer Schule“, die bis heute nachwirken. In Deutschland und teilweise auch in Österreich und der Schweiz hatten Laienärzte oder Bauerndoktoren noch bis in die Mitte des 20. Jahrhunderts eine wichtige Stellung bei der medizinischen Betreuung von Mensch und Vieh in ländlichen Gebieten, so beispielsweise der weit über die Steiermark hinaus berühmte Höllerhansl.
Eine medizinische Aufwertung erfuhren Teile der Volksmedizin, die „Volksarzneimittel“, mit Publikationen von Ärzten wie Johann Friedrich Osiander (1826) oder Georg Friedrich Most (1843).

## Weltweit
In der mexikanischen Volksmedizin finden sich Traditionen der aztekischen Medizin.
In Chinas Bevölkerung nimmt die Volksmedizin heute einen fast gleichwertigen Rang neben der Schulmedizin ein und die traditionelle chinesische Medizin (TCM) wird an Hochschulen gelehrt. Nach dem Zweiten Weltkrieg waren dort in ländlichen Gegenden viele sogenannte Barfußärzte tätig, da es noch nicht genügend studierte TCM-Ärzte gab. Ähnliches gilt auch für viele andere Regionen weltweit.